# アレクサンダー・デニス・E400

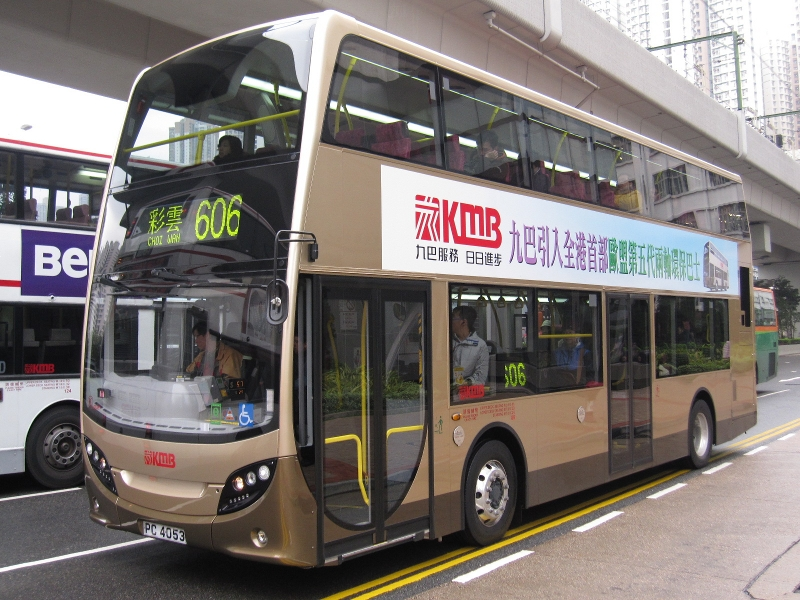
観塘ロード（觀塘道）を走行する試作先行車のE400、香港初のE400、九龍バス

エンバイロ・400（Enviro 400、略称：E400）は、イギリスにあるアレクサンダー・デニスが主に本土に向け、海外にも輸出されている2車軸の二階建てノンステップバスである。

## 概要
この製品はデニス時代のトライデント・2を継承する製品である。

## 世界各地の利用

### イギリス本土

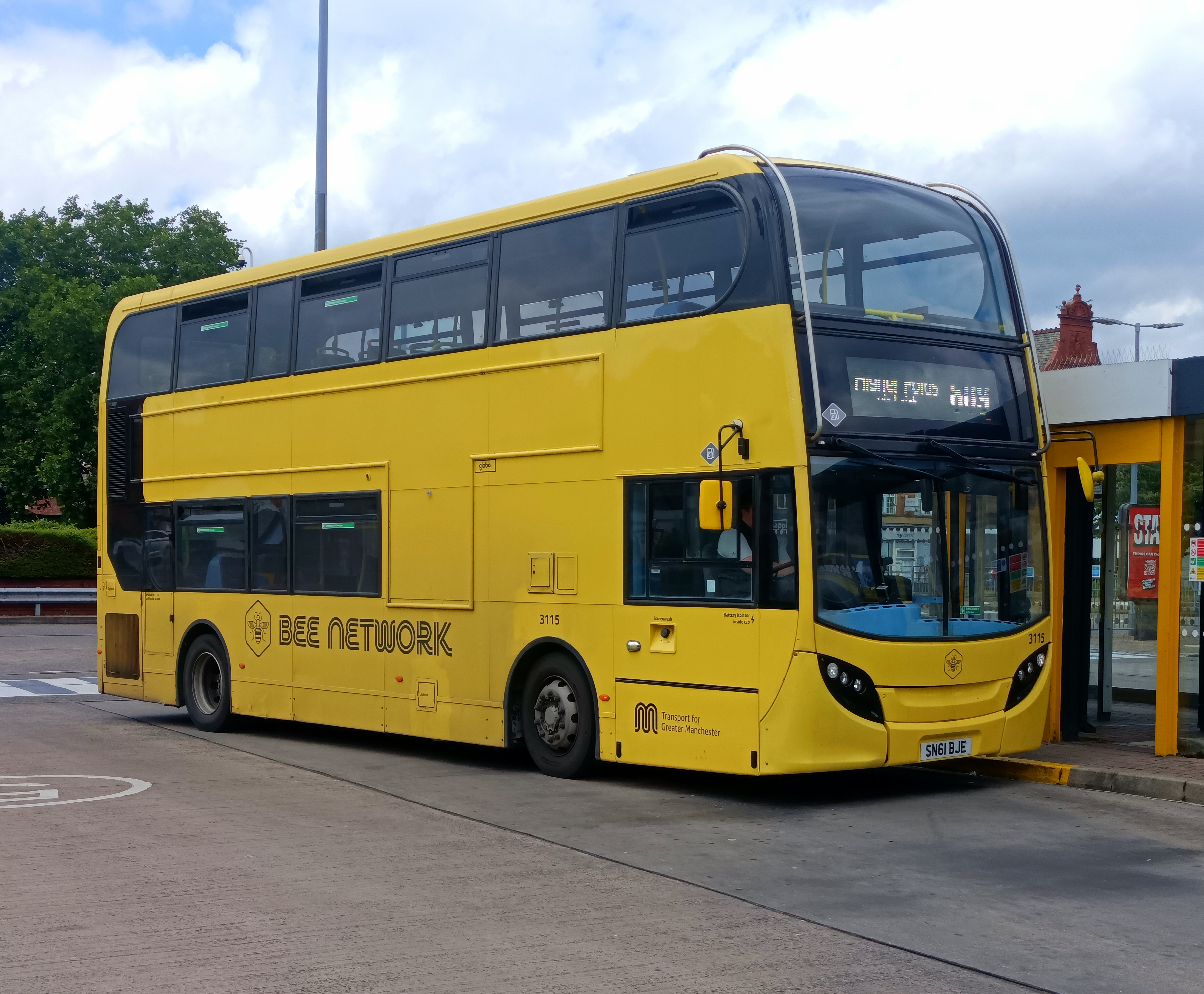
マンチェスターのE400
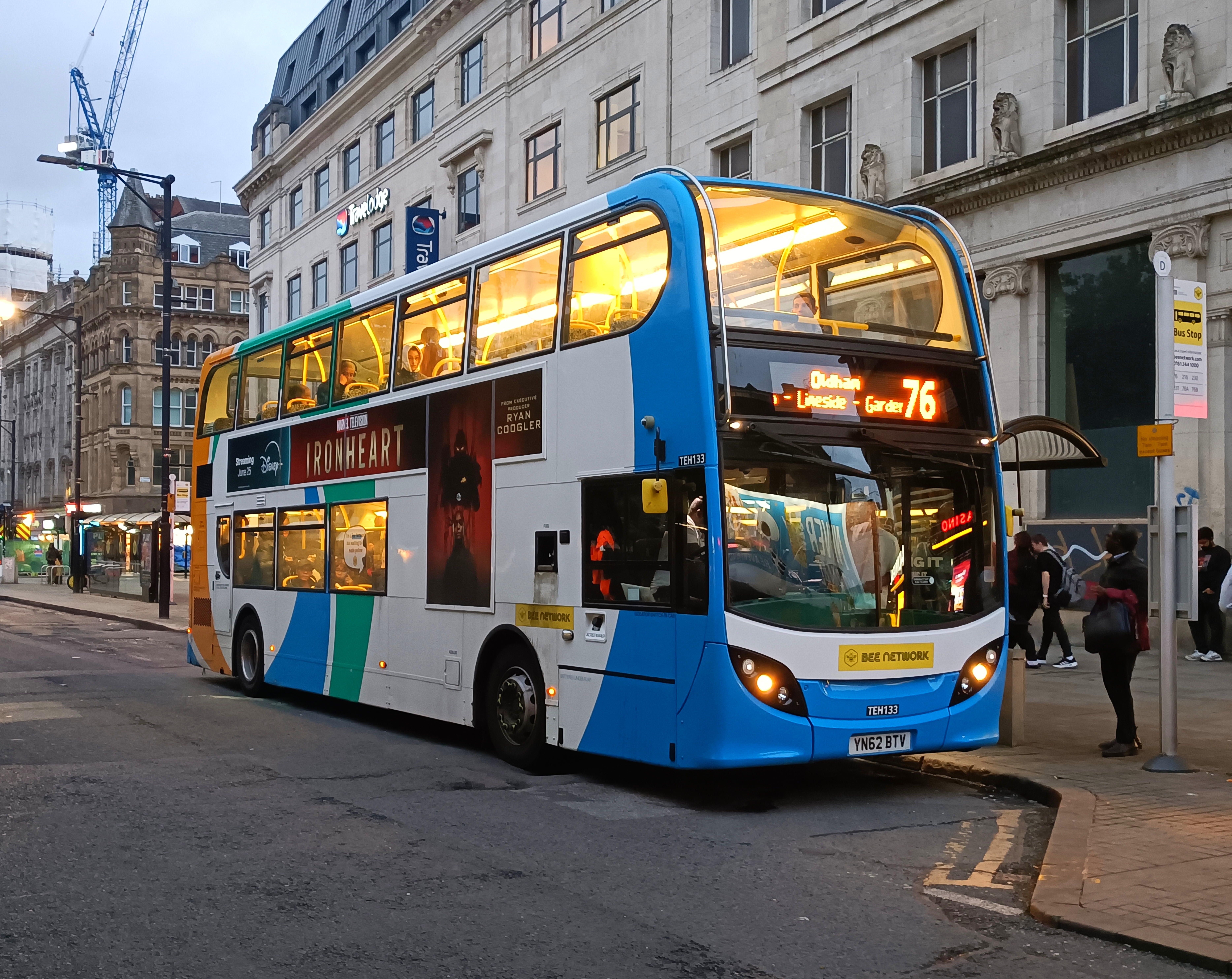
マンチェスターのE400H
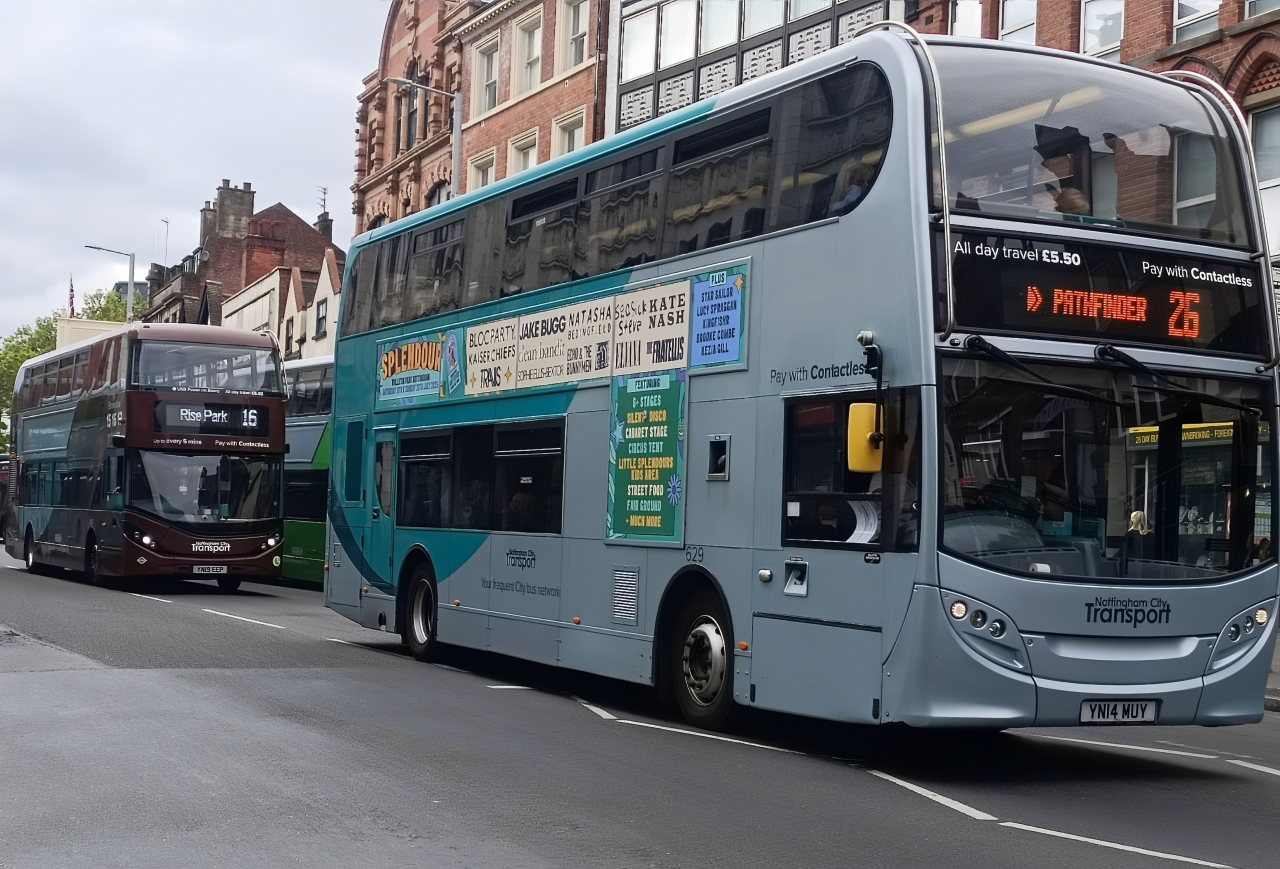
ノッティンガム市営バスのE400の車体のスカニア・N230UB
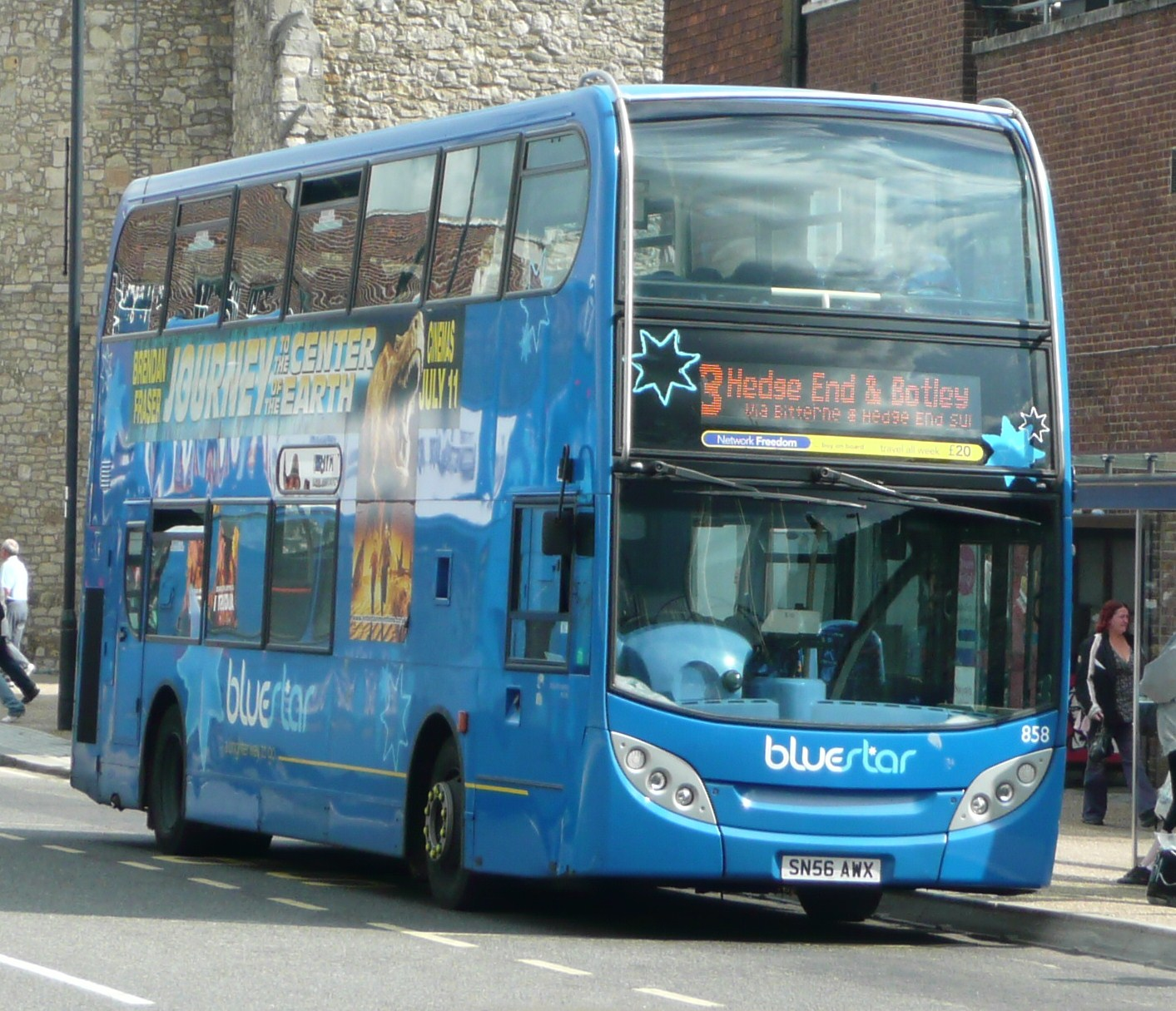
E400の車体のボルボ・B7TL

2006年ごろから、アレクサンダー・デニス・E400がロンドンのバス会社に導入されている。

### 香港

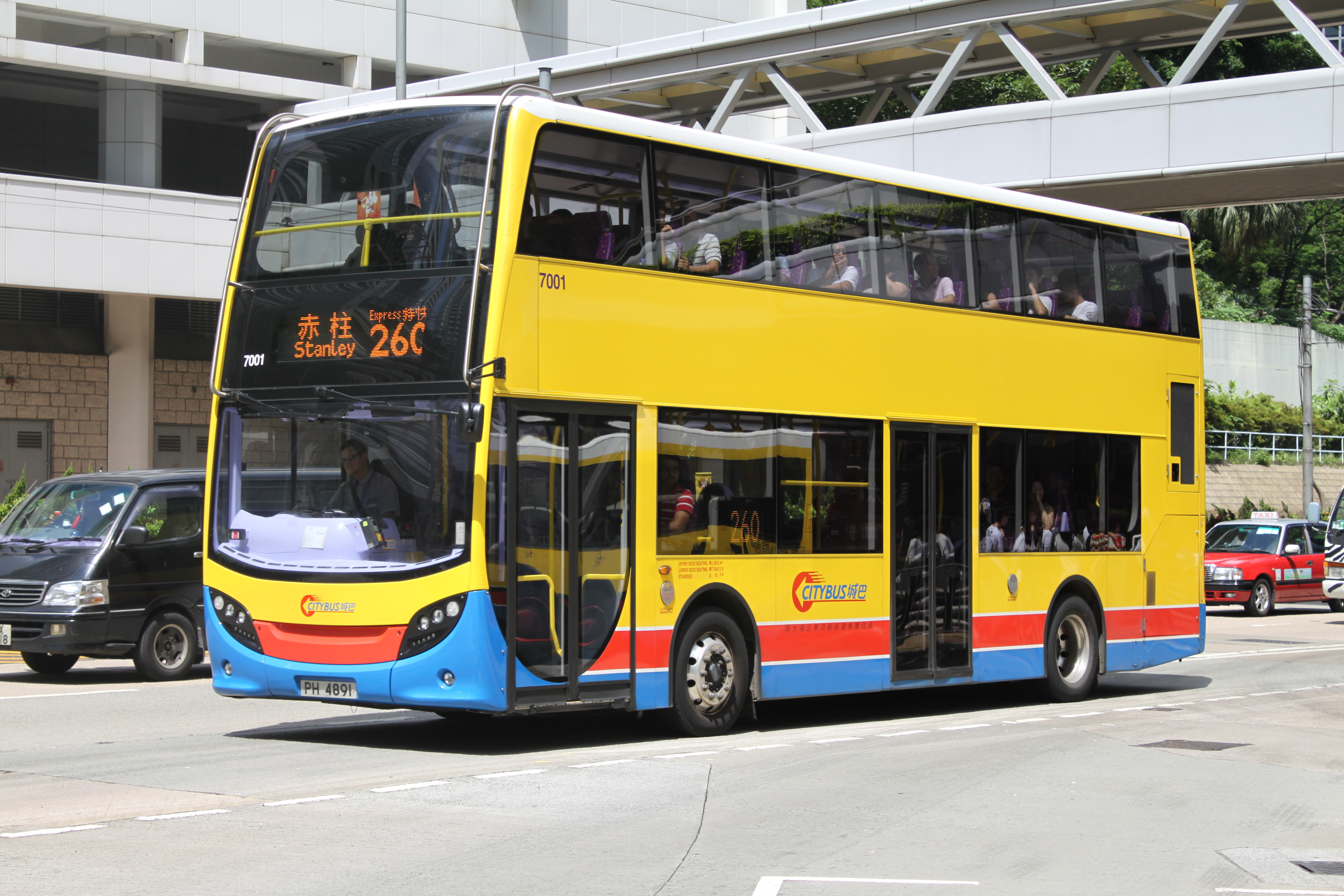
クイーンズウェイ（金鐘道）を走行中のE400、シティバス
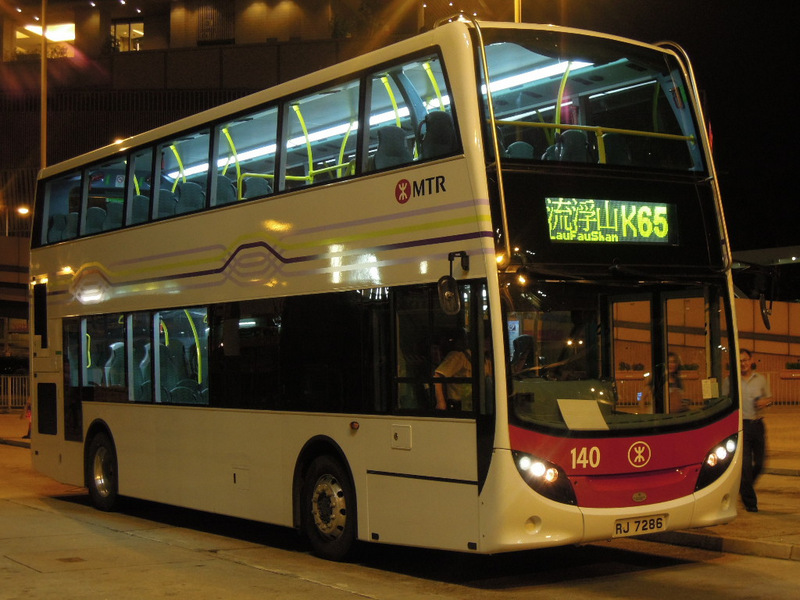
元朗東バスターミナルに停車中のE400バス、MTRバス（夜）
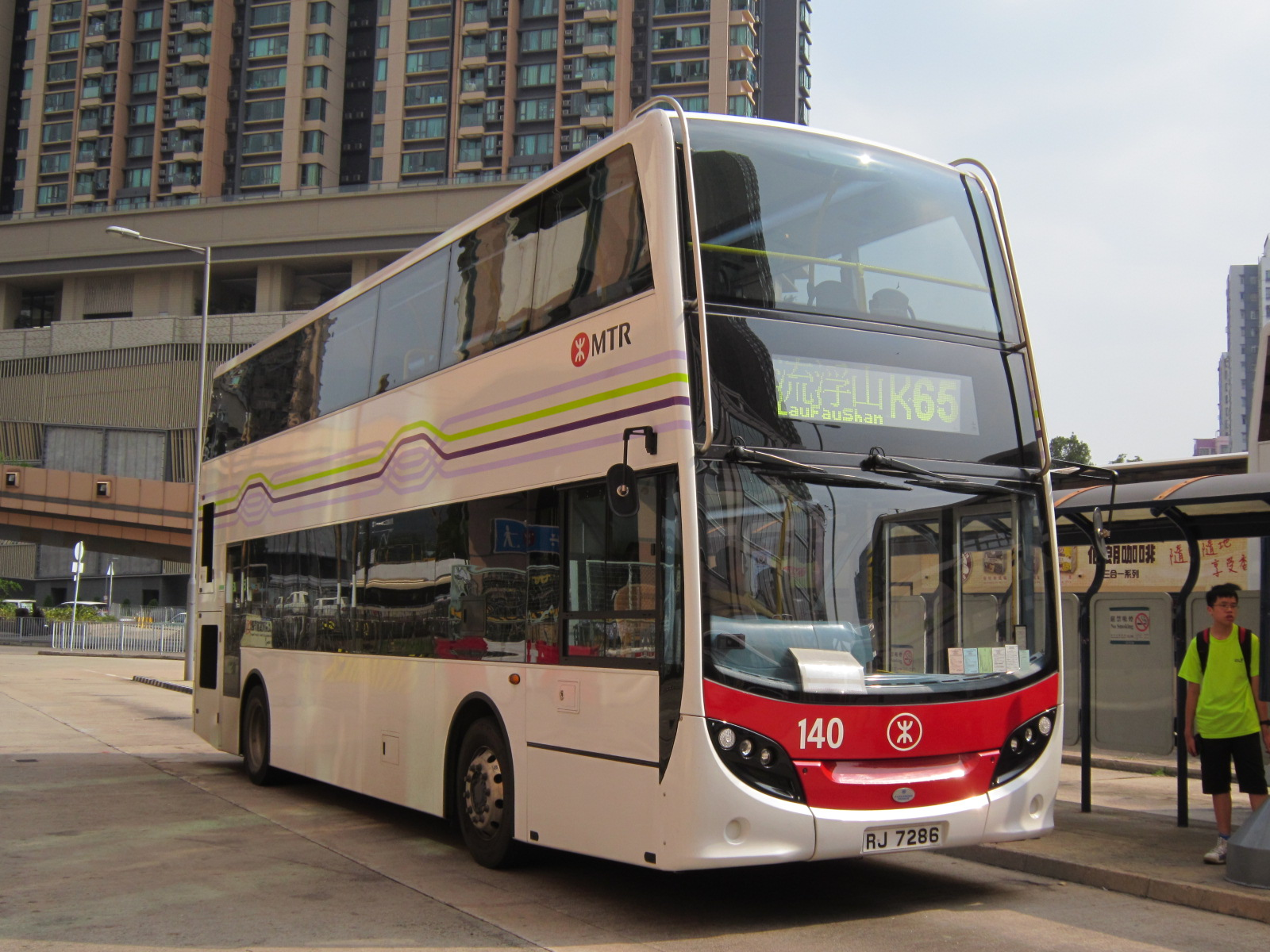
元朗東バスターミナルに停車中のE400バス、MTRバス（昼）
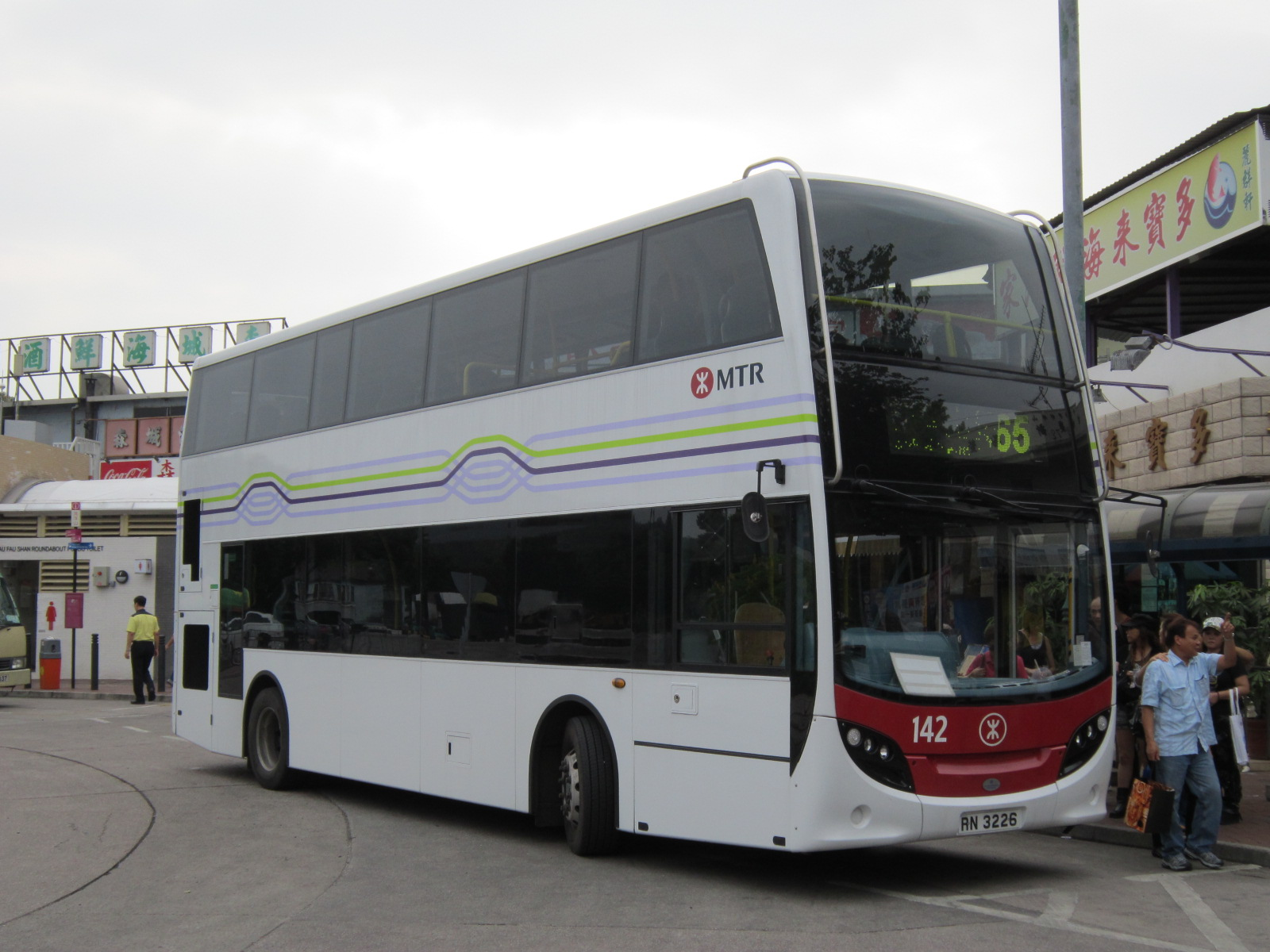
流浮山バスターミナルに停車中のE400バス、MTRバス

シティバス、九龍バス、MTRバスなどの路線バス会社が本製品を使っている。道の幅が狭い路線や乗客の数が少ない路線で主に利用されている。香港タイプのE400バスは後ろに冷房装置を設けるため、後軸から最後部までの距離(オーバーハング量)はイギリスの本土のE400バスより長くなっている。そして、エンジンルームの空間が大きくなったので、大出力のエンジンを置けるようになった。

## ハイブリッドバス

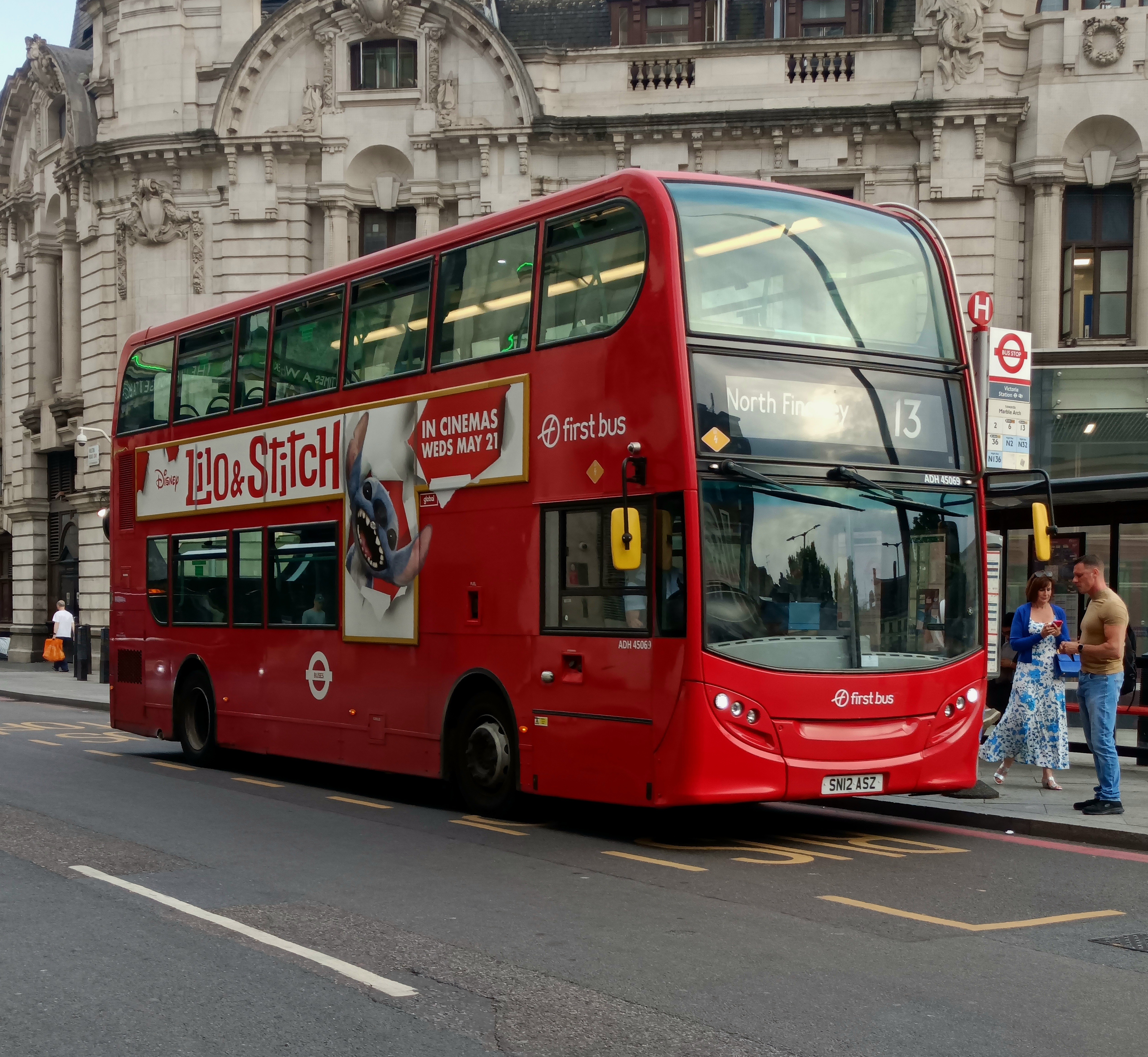
ハイブリッドバスE400H

この製品のハイブリッドのタイプはE400Hと呼ばれている。イギリス本土向けに販売されている。